# Émilie Pitoiset
Émilie Pitoiset, née en 1980 à Noisy-le-Grand est une artiste plasticienne et chorégraphe française. Son travail « met en jeu la résistance des corps à travers la danse, les rituels, la sexualité, l’argent » à travers un jeu de références « au cinéma noir, au nouveau roman, aux sociétés secrètes et aux idéaux et fantasmes de la culture populaire à partir des années 1920 ».

## Expositions

The Vanishing Lady, Émilie Pitoiset, 2017.

- Vous arrivez trop tard, Cérémonie avec Jean-Max Colard (de) au Centre d'art Les Églises, Chelles, 2012[4],[5],[6].
- Les Actions silencieuses, FRAC Champagne-Ardennes, Reims, 2013[7],[8],[9],[10],[11].
- The Black Moon avec Sinziana Ravini, Palais de Tokyo, Paris, 2013[12],[13].
- The Vanishing Lady, Galerie Klemm, Berlin, 2017[14],[15].
- Maniac, Galerie Klemm, Berlin, 2020[16],[17],[18],[19],[20],[21].

## Distinctions
- Prix Audi Talents (2010)[22],[23].
- Prix Meurice pour l'art contemporain (2011)[22].
- Prix AICA France (2014)[24].